# Gauvain Sers
Pour les articles homonymes, voir Gauvain (homonymie) et Sers.
Gauvain Sers, né le 30 octobre 1989 à Limoges, est un auteur-compositeur-interprète français.

## Biographie

### Débuts
Né à Limoges, Gauvain Sers a vécu dans son enfance à Dun-le-Palestel dans la Creuse. Son père est professeur de mathématiques et sa mère, Corinne, est pharmacienne, ; il a trois frères. Après son baccalauréat scientifique, il va étudier en classes préparatoires scientifiques à Paris, puis intègre l'école d'ingénieur ENSEEIHT à Toulouse,. Ensuite, il suit des cours de composition musicale et d'écriture à la Manufacture Chanson à Paris.
À partir d'octobre 2016, il est choisi par Renaud pour faire la première partie de sa tournée intitulée le Phénix Tour, sur plus de 95 dates de concert. Il participe également à différentes émissions de télévision ou de radio avec le chanteur, notamment Merci Renaud sur France 2 aux côtés de Julien Clerc, Patrick Bruel et Bénabar. Parallèlement, il fait les premières parties de Tryo. Il se produit en tête d'affiche au Café de la Danse de Paris, le 24 mars et le 29 avril 2017.

### Pourvu
Son premier album Pourvu, certifié disque de platine, sort le 9 juin 2017 chez le label Fontana Records avec les titres Pourvu, Hénin-Beaumont, Mon fils est parti au djihad et Entre République et Nation,. Le clip Pourvu est réalisé par le cinéaste Jean-Pierre Jeunet avec notamment la participation des acteurs Jean-Pierre Darroussin et Gérard Darmon et de la comédienne Alexia Giordano,. Il sera nommé en février 2018, lors de la 33e cérémonie des Victoires de la musique dans la catégorie « création audiovisuelle ».
À l'automne 2017, le coup d'envoi du Pourvu Tour est donné, il passe par La Cigale de Paris, le 5 octobre 2017. Govrache et Clio sont choisis pour assurer ses premières parties. Le 22 mars 2018, Gauvain Sers se produit pour la première fois sur la scène de l'Olympia.
En mars 2018, le clip Dans mes poches est réalisé par Biscuit Prod dans le style de la bande dessinée, les dessins ayant été réalisés par André Juillard, notamment connu pour avoir dessiné les Blake et Mortimer.
Le 1er mars 2018, Gauvain Sers est le parrain du huitième Prix Georges Moustaki.
En décembre 2018, Gauvain Sers est élu Limousin de l'année 2018.

### Les Oubliés

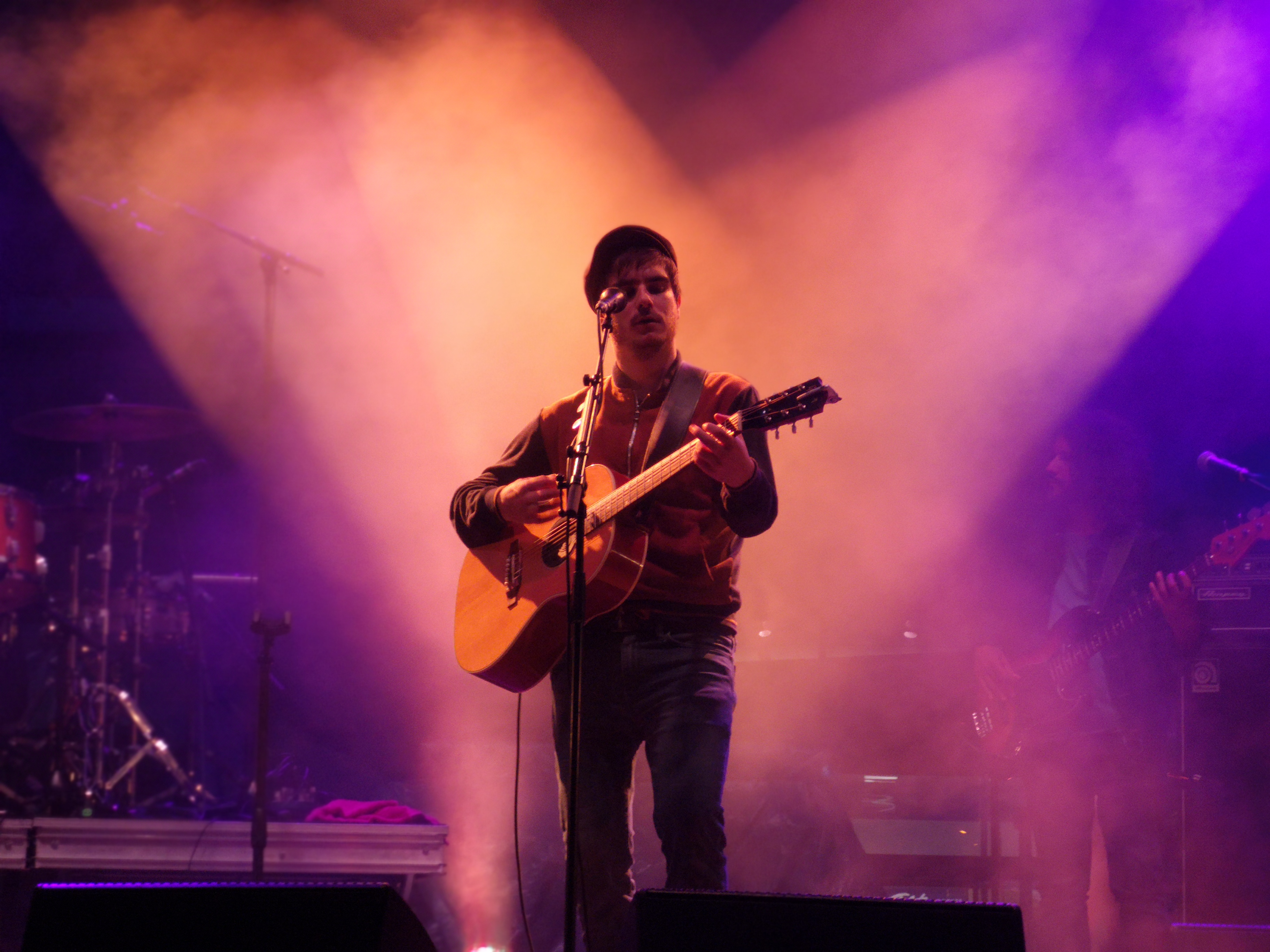
Gauvain Sers en concert à Portes-lès-Valence en juillet 2019.

En décembre 2018, Gauvain Sers sort la chanson Les Oubliés qui parle des campagnes et des « laissés pour compte » dans la société française actuelle qui marche « à deux vitesses ». Cette chanson lui a été inspirée par les regrets et les souvenirs d'un instituteur de l'école de Ponthoile dans la Somme fermée en 2018,,. Il en fait un documentaire, diffusé en plusieurs parties sur YouTube,. La première sort le 25 janvier 2019. De février à avril, il fait une tournée acoustique dans les « villes oubliées » de France, comme Tilloy-lès-Mofflaines, Ponthoile ou Dun-le-Palestel.
Gauvain Sers compose en mars 2019 un titre inédit, Que restera-t-il de nous ?, écrit par l'homme de lettres Michel Bussi. Cette ballade est d'ailleurs présente dans son dernier livre J'ai dû rêver trop fort, sous la forme d'un extrait avant chaque chapitre,.
Son deuxième album, intitulé Les Oubliés, sort le 29 mars 2019. Il est certifié disque d'or en dix semaines et disque de platine en décembre 2019, ce qui équivaut à plus de 100 000 ventes. Il est le 35ème album le plus vendu en 2019.
L'album inclut également un duo avec la chanteuse Anne Sylvestre, sur le titre Y'a pas de retraite pour les artistes.

### L'hommage à Samuel Paty
Le 16 octobre 2020, Samuel Paty, professeur d'histoire-géographie au collège de Conflans-Sainte-Honorine, est assassiné et décapité en pleine rue. Horrifié par l'assassinat de l'enseignant, le chanteur creusois, lui-même fils de professeur, écrit un texte en hommage au père de famille, qu'il publie sur les réseaux sociaux.
Quelques jours plus tard, il est contacté par la famille de la victime qui le remercie pour son texte et lui demande de le lire lors de l'hommage national du 20 octobre 2020, place de la Sorbonne. Gauvain Sers ne souhaitant pas profiter de l'évènement et se mettre en avant, il laisse le soin à Marie Cuirot, professeure d’histoire-géographie et d’histoire des arts au lycée Jules Ferry à Paris, de lire le texte lors de la cérémonie. Deux autres textes sont lus lors de cet hommage national : la lettre aux instituteurs et institutrices de Jean Jaurès et la lettre d’Albert Camus à son instituteur, Louis Germain.

### Ta place dans ce monde
Son 3e album Ta place dans ce monde, sort chez Universal en août 2021. Présenté comme un album « intimiste et social » dans la lignée de ses précédents, il est composé de douze titres,. Une semaine après sa sortie, l'album est à la 2e place du classement Top Albums français avec 6 800 ventes totales.
De septembre 2021 à décembre 2022, Gauvain Sers part en concert dans toute la France. La tournée passe notamment par le Zénith de Paris et le Zénith de Limoges. Après plus de 90 dates et près de 100 000 spectateurs, le chanteur propose une nouvelle tournée plus acoustique dans des lieux de plus petites tailles : ce spectacle est joué 28 fois en 45 jours, entre mars et avril 2023.
Le 26 avril 2022, France 3 consacre un documentaire au chanteur : Gauvain Sers, la voix des oubliés est réalisé par Didier Varrod et retrace le début de carrière de l'artiste.
Le 6 mai 2022, Gauvain Sers est l'invité d'Augustin Trapenard dans l'émission Boomerang sur France Inter. Il y interprète en direct un texte inédit intitulé Monsieur le Président. La chanson est présentée comme une lettre ouverte au président Emmanuel Macron. Il y évoque la colère du peuple face aux décisions du gouvernement.
En septembre 2022, à l’initiative de France Bleu, Gauvain Sers lance un concours et propose aux écoliers, collégiens et lycéens, d’écrire une chanson pour la mettre en musique lors d’un atelier chanson. Le concours est un franc succès, avec plus de 200 textes reçus. C’est celui proposé par les élèves de la classe ULIS du collège Henri Guillaumet à Mourmelon-le-Grand qui est finalement sélectionné par l'artiste. Leur chanson, intitulée « Ceux du fond du couloir » parle de harcèlement, de différence et de tolérance. Touché par leurs paroles, Gauvain Sers vient rencontrer, le vendredi 5 mai 2023, les 16 enfants bénéficiant du dispositif ULIS (unité localisée pour l’inclusion scolaire, un dispositif en faveur de l’inclusion).
En octobre 2022, Gauvain Sers est le parrain de la 35e édition des Nuits de Champagne, aux côtés de Tryo et L.E.J. Lors du festival, il interprète ses plus grandes chansons aux côtés des 800 choristes du Grand Choral
Les 30 et 31 mai 2023, Renaud invite Gauvain Sers à ouvrir ses deux concerts à l'Olympia lors de sa tournée Dans mes cordes, en souvenir des 95 premières parties qu'il avait faites lors de la tournée précédente du chanteur.

## Vie privée
Il est en couple depuis une dizaine d'années avec Clotilde Guérot sa manageuse 
Il annonce le 16 janvier 2025 devenir père.

## Discographie

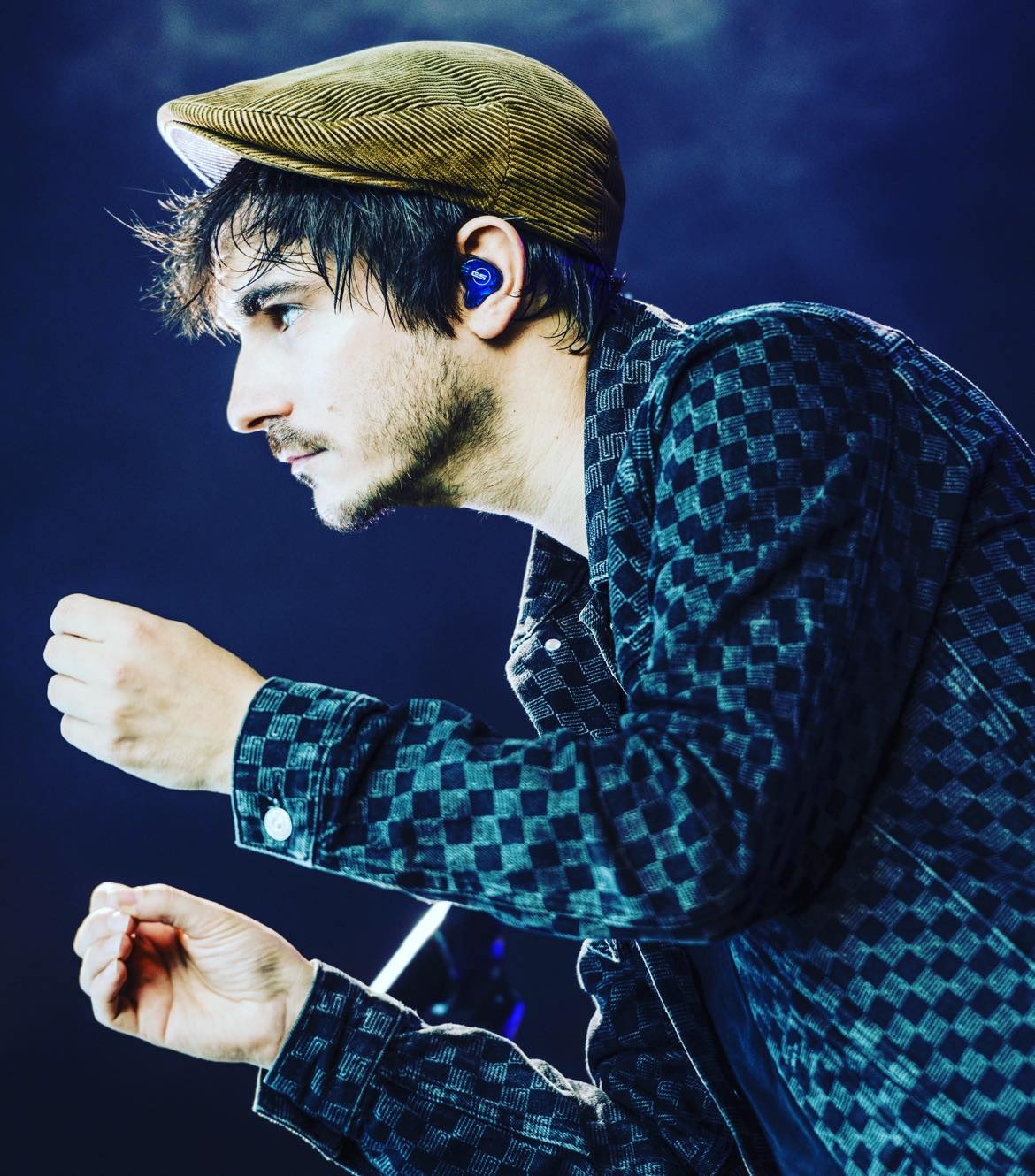
Gauvain Sers en mars 2023

### Singles
- 2017 : Pourvu (Fontana Records)
- 2017 : Dans mes poches (Fontana Records)
- 2018 : Dans la bagnole de mon père (Fontana Records)
- 2018 : Les Oubliés (Fontana Records)
- 2019 : Y'a plus de saisons (Fontana Records)
- 2021 : Ta place dans ce monde (Universal)
- 2021 : Elle était là (Universal)
- 2022 : Sentiment étrange (Version 2022)

### Participations
- 2017 : On a tous quelque chose de Johnny : chanson Le Pénitencier[50],[51]
- 2018 : 10 ans d'enfantillages d'Aldebert : chanson J'ai peur du noir[52]
- 2019 : Ces gens-là, album de reprises de Jacques Brel : chanson La Valse à mille temps[53]
- 2020 : La Symphonie Confinée, reprise de la chanson La Tendresse, aux côtés de Valentin Vander[54]
- 2020 : La Bande à Renaud, album de reprises de Renaud : chanson Société, tu m'auras pas[55]
- 2020 : XXV de Tryo : chansons Pas pareil XXV et L'Hymne de nos campagnes XXV ft. Bigflo et Oli, Claudio Capéo, Sylvain Duthu de Boulevard des Airs, LEJ, Vianney et Zaz[56]
- 2021 : chanson Mamie, album Loin des yeux de Boulevard des Airs [57]
- 2022 : chanson Pas Pareil, sur l'album live Tout au Tour de Tryo, lors du concert anniversaire des 25 ans du groupe enregistré à Bercy
- 2023 : Si possible heureux, album de Blankass : chanson Si possible heureux [58]
- 2023 : Mammifère, single de Rouquine[59]
- 2023 : chanson La vie normale, single d'Ycare [60]

## Certifications
- Pourvu, disque de platine (+ de 100 000 albums vendus)[61]
- Les Oubliés, disque de platine (+ de 100 000 albums vendus)[62],[32]

## Distinctions
- Album RTL de l'année 2017 : Finaliste aux côtés de Julien Doré, Calogero, Nolwenn Leroy et Indochine[63]
- Victoire de la Musique 2018 :  Nommé pour la création audiovisuelle pour Pourvu[15]
- Album RTL de l'année 2019 : Finaliste aux côtés de Alain Souchon, Christophe Maé, David Hallyday et M Pokora[64].
- Olympia Awards 2019 : Nommé dans la catégorie Révélation Musicale[65]
- Coup de cœur chanson 2020 de l'Académie Charles Cros pour Les Oubliés, remis dans le cadre du festival Printival Boby Lapointe[66]